# 上田丸子電鉄モハ4250形電車
上田丸子電鉄モハ4250形電車（うえだまるこでんてつモハ4250がたでんしゃ）は、上田丸子電鉄（後の上田交通）に在籍した電車である。

## 概要
菅平鹿沢線（旧上田温泉電軌北東線、のちの真田傍陽線）の利用客増加に対応するため、1958年（昭和33年）と1963年（昭和38年）の二度にわたって、モハ4250形（以下「本形式」）4255 - 4257の3両が導入された。モハ4255・4256は他社からの譲渡車両であり、モハ4257は他社からの譲渡車両であったクハ250形251を電動車化改造の上で編入した車両であった。
同3両の導入当時、既にモハニ4250形4251 - 4254が在籍しており、その続番に編入される形となったが、これは上田丸子電鉄が1950年（昭和25年）7月1日付で実施した一斉改番に際して制定された車両番号（以下「車番」）の付番規則に準拠した結果、従来車と同一の形式が付与されたことによるものである（付番規則の詳細は上田交通#車両を参照）。
1958年（昭和33年）に導入されたモハ4255・4256は、1930年（昭和5年）に鶴見臨港鉄道が新製したモハ110形114・118を出自とし、鶴見臨港鉄道の戦時買収によって国有鉄道籍に編入され、戦後モハ1500形1501・1504の形式称号・車番が付与されたものであった。上田丸子電鉄へ払い下げられた同2両は、国鉄在籍当時も両運転台構造のまま存置されており、導入に際してもそのままの仕様で竣功した。
1963年（昭和38年）に導入されたモハ4257は、前述の通りクハ250形251を制御電動車へ改造した車両である。同車は富士山麓電気鉄道（現・富士急行）が1929年（昭和4年）の同社路線開業に際して新製したモ1形1（後のモハ500形501）を出自とし、戦後に実施された車体大型化改造によって新製車体に載せ替えられた際に不要となった旧車体を上田丸子電鉄が譲り受け、中古台車などと組み合わせて1955年（昭和30年）に導入したものであった。
種車の相違によって車体外観は大きく異なるものの、15m級半鋼製車体を備える電空単位スイッチ式の間接非自動制御仕様車であるという点は共通する。なお、モハ4255・4256は導入に際してモハ5260形5262・5263と制御装置を交換し、元来搭載した電空カム軸式の自動加速制御器を間接非自動制御器へ交換した。また、モハ4257は架線電圧1,500V規格の菅平鹿沢線のほか、同750V規格の別所線においても運用を可能とするため、主回路を複電圧仕様とした。

## 運用
導入後は単行（1両編成）運用もしくは貨車を連結した混合列車として運用され、朝夕の多客時間帯は付随車を連結して2両編成以上で運行された。
真田傍陽線は1972年（昭和47年）2月19日をもって全線廃止となり、モハ4255は別所線の上田原駅構内（上田原電車区内）で長期間休車となったのち1974年（昭和49年）4月25日付で除籍され、モハ4256は1972年（昭和47年）11月24日付でモハ4260形4261とともに弘南鉄道へ譲渡された。譲渡後はモハ100形111として同社大鰐線へ導入され、後年電装解除が実施されてクハ200形205と改称・改番されたのち、1980年（昭和55年）に廃車となった。
モハ4257は1962年に上田丸子電鉄モハ5260形電車クハ262の廃車発生品の台車と交換した。真田傍陽線廃止以前に別所線へ転属し運用されたが、長野電鉄からの転入車により予備的存在となり、クハ290形の導入に伴って1983年（昭和58年）10月7日付で廃車となった。廃車後の同車は富士急行の創立60周年記念事業の一環として同社へ返還され、落成当初の外観に復元された上で最初は河口湖駅の側線、2019年 (平成31年/令和元年) 現在は同駅前において静態保存されている。なお台車は富士急行では上田時代のブリル系ではなく東急3000系デハ3458が履いていた日車3450型台車に履きかえられた上で復元された。